# Fort de Dave
Pour les articles homonymes, voir Dave.
Le Fort de Dave est un des neuf forts composant la position fortifiée de Namur établie à la fin du XIXe siècle en Belgique.
Ce fort fut construit de 1888 à 1892 selon les plans du général Brialmont.
Contrairement aux forts français construits à la même époque par Séré de Rivières, ce fort était en béton non-armé, nouveau matériau pour l'époque, au lieu de maçonnerie. Lors du siège de Namur, en août 1914, le fort est lourdement bombardé par l'artillerie allemande. Le fort de Dave fut remis à niveau en 1930 dans l'espoir de prévenir ou ralentir une, alors hypothétique, attaque allemande. En 1940, il est attaqué le 15 mai et est capturé 9 jours plus tard. Actuellement, le fort est à l'abandon.

## Description
Le fort de Dave est situé à 5 km au sud de Namur. C'est un des plus petits forts Brialmont. Il est de forme triangulaire et surplombe la Meuse. Il est entouré de fossés profonds de 6 mètres et larges de 8. Ces fossés sont défendus en enfilade par des canons de 57 mm rassemblés dans des casemates situées dans la contrescarpe. L'armement principal était concentré sur le massif central, étroitement rassemblé sous un épais béton.
Les forts belges faisant peu de provisions par rapport aux besoins quotidiens d'une garnison en temps de guerre et les latrines, douches, cuisines et morgue se retrouvant dans la contrescarpe, les rendaient intenables pendant des combats. Cela aura des conséquences importantes sur la capacité des forts à résister à un assaut de longue durée. La zone de service était placée en face des baraquements qui donnaient sur le fossé à l'arrière du fort (dans ce cas, en direction de Namur) et qui bénéficiaient d'une protection moindre que le front ou les saillants. Les forts conçus par Brialmont possédaient le côté arrière plus faiblement défendu pour permettre une recapture par les forces belges et les commodités et les baraquements y étaient localisés, le fossé apportant lumière et ventilation aux espaces de vie. Au combat, les bombardements intenses rendaient le fossé arrière intenable et les forces allemandes surent profiter de cette faiblesse après avoir franchi l'espace entre 2 forts. Les forts Brialmont étaient également conçus pour résister à un bombardement de canons de 21 cm. Le sommet du massif central était épais de 4 m de béton non-armé alors que les murs de la caserne, jugés moins exposés, n'en faisaient que 1,5 m.
Les 3 forts de la position situés sur la rive droite de la Meuse étaient reliés par une voie ferrée militaire.

## Armement
L'armement du fort de Dave incluait une tourelle rotative avec un canon de 21 cm, une tourelle avec deux canons de 15 cm et deux tourelles avec un canon de 12 cm pour l'attaque à longue distance. Il y avait aussi 3 tourelles rétractables équipées de canons de 57 mm pour la défense rapprochée. Six canons de 57 mm à cadence rapide ainsi que 2 canons mobiles équipaient les casemates pour la défense des fossés et de la poterne,.
Le fort possédait également une tourelle d'éclairage.
L'artillerie lourde du fort était de fabrication allemande (Krupp) alors que les mécanismes des tourelles étaient d'origines diverses. La communication entre les forts voisins se faisait au moyen de signaux lumineux. Les canons utilisaient la poudre noire, ce qui produisait des gaz asphyxiant dans les espaces confinés et qui se propageaient dans le fort.

## Première Guerre mondiale
En 1914, le fort est servi par 269 artilleurs et 82 soldats des troupes de forteresse sous les ordres du capitaine-commandant Manteau. Le fort est attaqué le 20 août et se rend honorablement après avoir résisté jusqu'au 25 août.

## Position fortifiée de Namur
L'armement du fort fut amélioré en 1930 dans le but de dissuader une éventuelle incursion allemande. La tourelle de 15 cm fut remplacée par une tourelle de 75 mm à longue portée. Les 3 tourelles rétractables de 57 mm furent quant à elles échangées contre des tourelles, également éclipsables 75 mm. Les 2 coupoles de 12 cm furent rééquipées, l'une avec deux mitrailleuses et l'autre avec un lance-grenade. L'entrée fut dotée de 2 positions de mitrailleuses et d'un lance-grenade. La protection fut substantiellement améliorée ainsi que la ventilation, les commodités et la communication notamment par l'installation de l'électricité. La zone entourant le fort fut renforcée de 2 larges bunkers, appelés abri de la Relève et abri du Troonois. L'abri de la Relève était armé de 2 mitrailleuses et d'une cloche d'observation et l'abri du Troonois par 2 mitrailleuses et un canon anti-char de 60 mm. La nouvelle prise d'air fut camouflée dans la falaise surplombant la Meuse à 860 m au nord-ouest du fort. Elle fournissait également un accès direct aux 2 abris.

## Seconde Guerre mondiale
En 1940, durant la bataille de France, le fort était commandé par le capitaine-commandant Noël. Il est attaqué le 15 mai 1940 et se rend le 24 mai 1940 en ne comptant qu'une seule victime.

## Aujourd'hui
L'accès est interdit au public et reste une propriété domaniale. La plupart des pièces métalliques ont été pillées et le fort a servi à des tests d'explosifs par la 67ème Compagnie du Génie de Combat d'Amay et par l'École du génie de Jambes,. Il n'a jamais été réparé ou réhabilité après la Seconde Guerre Mondiale.

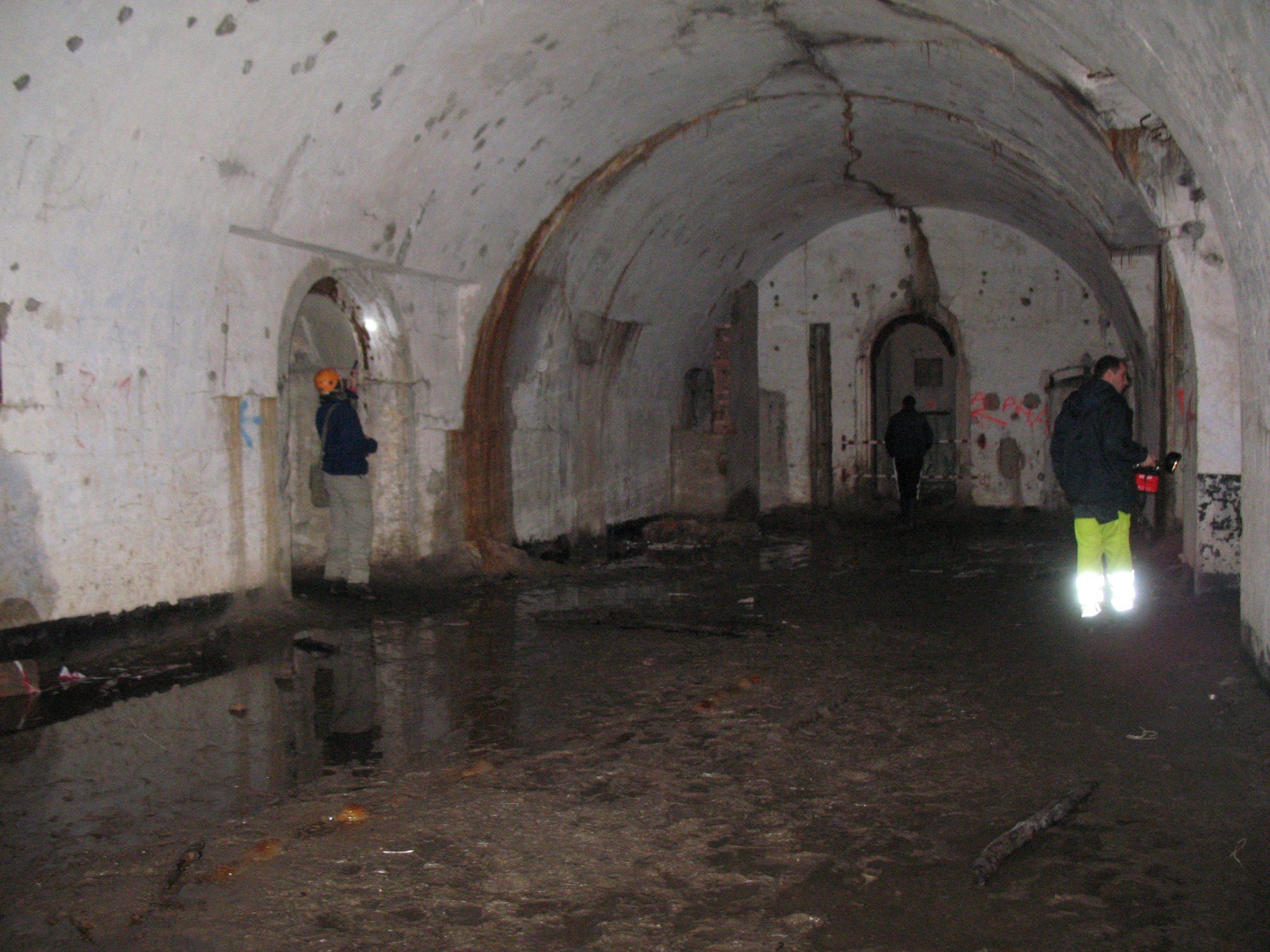
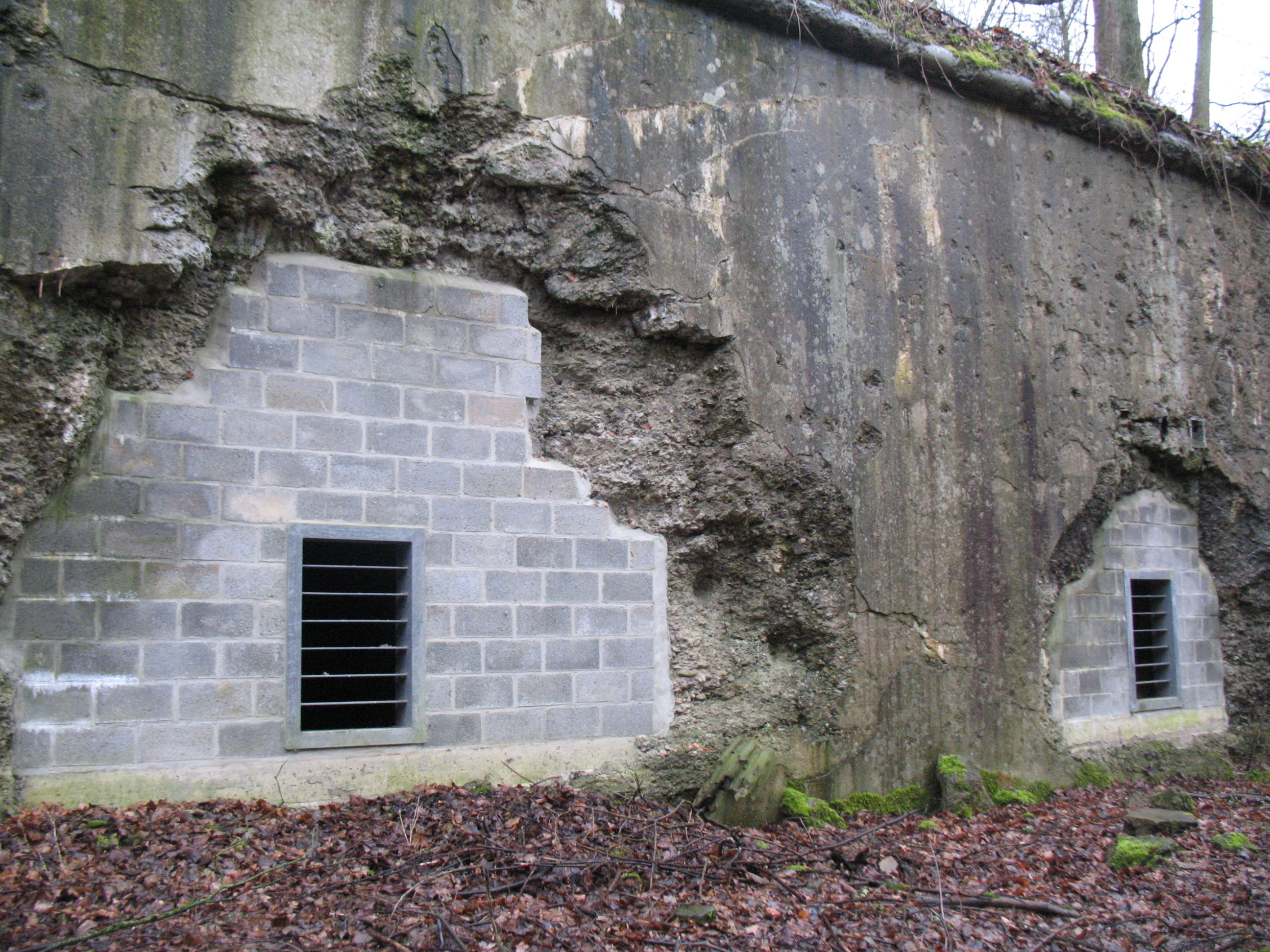